# Kigali Ville
La ville de Kigali (en kinyarwanda : Intara y'Umujyi wa Kigali ; en anglais : City of Kigali) est, depuis la réforme administrative de 2006, la dénomination d'une entité territoriale correspondant aux quatre autres provinces du Rwanda. Elle englobe l'agglomération de Kigali et est composée de trois districts : 
- District de Nyarugenge ;
- District de Gasabo ;
- District de Kicukiro.

Le chef-lieu de la ville de Kigali est situé dans le district de Nyarugenge au centre du Rwanda.

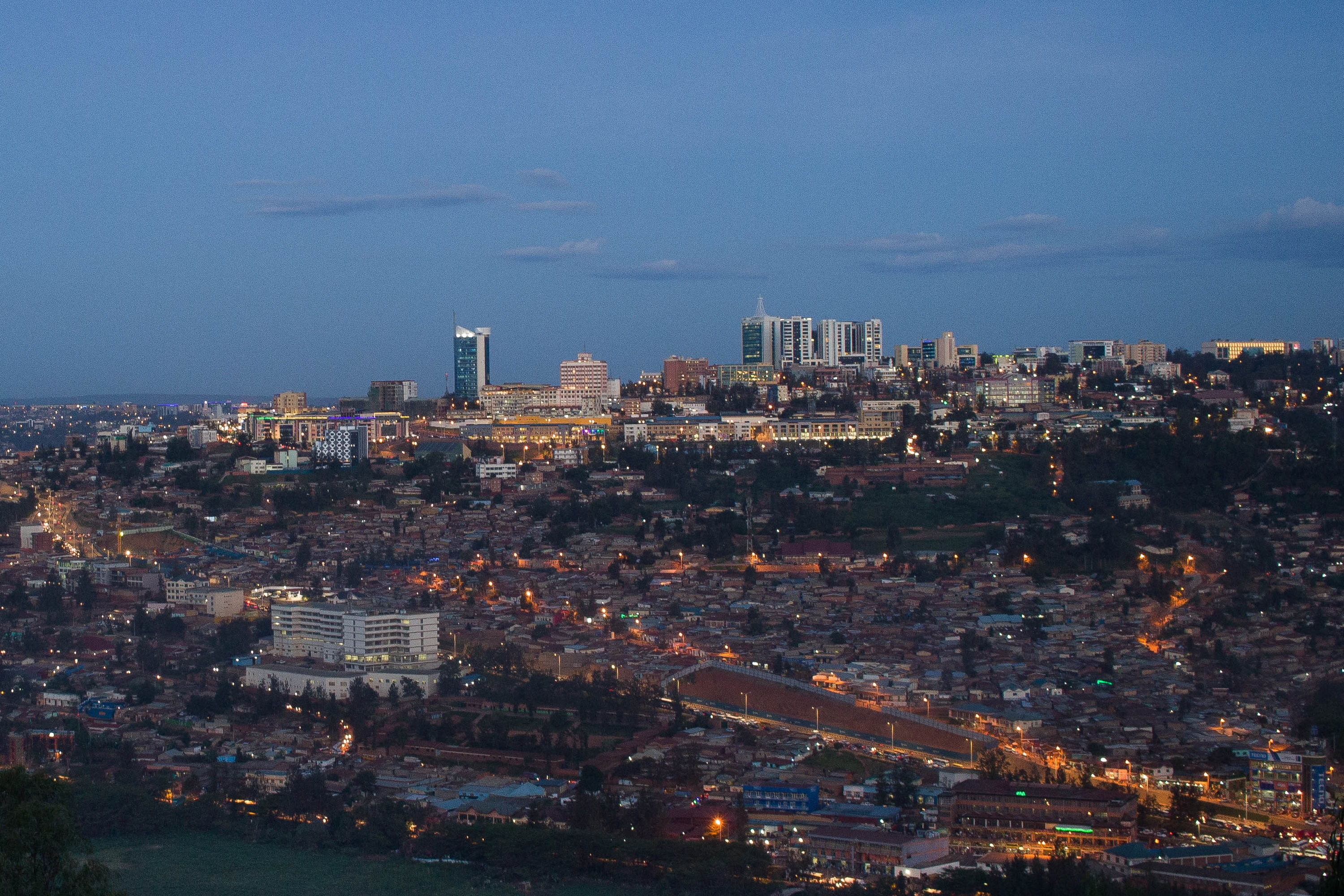
Vue globale du centre de Kigali.

## Maire de la ville de Kigali
Samuel Dusengiyumva est maire de Kigali City à partir du 15 décembre 2023. M. Samuel Dusengiyumva est nommé maire de la ville de Kigali, en remplacement de M. Pudence Rubingisa qui est nommé à la tête de la province de l'Est.
Le poste de maire adjoint en charge de l’urbanisme et des infrastructures a été remporté par Fulgence Dusabimana, qui a obtenu 258 voix (68 %), battant Frank Gatera, crédité de 123 voix (32 %).
Martine Urujeni a également été réélue au poste de maire adjointe chargée de l’économie et du bien-être social, avec un score parfait de 360 voix (100 %), malgré deux bulletins nuls